# 腊普

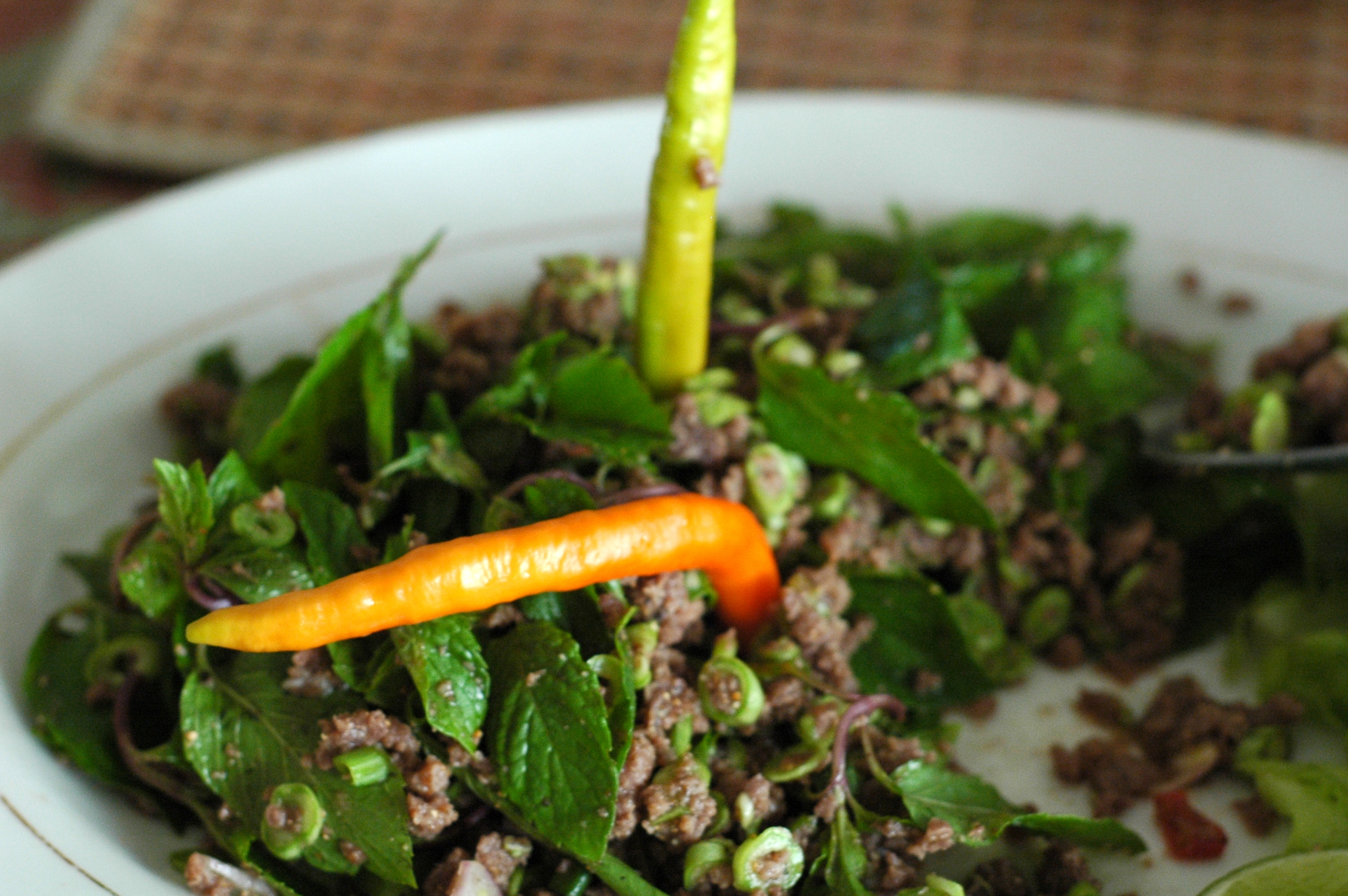
臘普

腊普，是老撾及泰國一種碎肉製成的沙律，被視為老撾的國菜，一般用來招待貴賓。
它是用剁碎的雞肉、牛肉、鴨肉、魚肉、豬肉，混合蔬菜、豆腐、魚露，辣椒、青檸汁等做成的，而使用的肉可以是生肉也可以是熟肉:8。